# Daniel Domenjó
Daniel Domenjó (Barcelona) és un periodista, presentador i productor de televisió i emprenedor en diversos àmbits.

## Trajectòria professional
Després d'estudiar filologia alemanya i periodisme a la Universitat Pompeu Fabra (1999), començà a treballar a l'Agència EFE, incorporant-se posteriorment a la cadena City TV, emissora d'àmbit local de Barcelona. El 2003 va fer el salt a Televisió Espanyola, treballant primer en informatius i més tard a l'espai de tertúlia política El debate de la 2.
En aquesta cadena pública presentà successivament els programes El enemigo en casa (2005), Teleobjetivo (2006), i ¡Mira lo que ven! (2006), fins que l'estiu de 2006 va ser fitxat per Telemadrid, posant-se al capdavant del concurs La caja fuerte i el magazín nocturn Directo a la noche. El 2008 tornà a TVE amb el concurs La lista.
En aquesta època va dirigir i va presentar a UrbeTV el programa d'entrevistes en profunditat La partida a referents de la cultura, l'empresa, l'esport i l'espectacle. En la mateixa cadena va presentar i va dirigir el magazín nocturn Made in Barcelona durant dues temporades. Entre gener i abril de 2009 va presentar, al costat de Marisa Martín Blázquez, el programa diari Está pasando, en substitució d'Emilio Pineda i Lucía Riaño. En aquest moment passà al debat de Supervivientes: Perdidos en Honduras els diumenges a la nit.
Aquell mateix any i igualment a Telecinco es va fer càrrec de la presentació, al juny, del programa de telerealitat El topo, i entre juliol i novembre del concurs Toma cero y a jugar. Al desembre de 2010 va presentar, dirigir i produir per TV3 el documental Candidat Mes, president Mas sobre el nou president de la Generalitat. Des de febrer de 2012 al juliol de 2015 va presentar, dirigir i produir amb la seva productora Mamut Media (actualment Klaxon Global Media) més de 560 emissions del programa de debat, actualitat i entrevistes La Rambla per Barcelona Televisió, un programa de prime time en el que va descobrir per a la televisió personalitats rellevants de la política i la comunicació com Andrea Levi, Inés Arrimades, Gabriel Rufián, Nacho Martín Blanco, Toni Aira, Ada Colau, Bernat Dedeu, Ester Vives, Miriam Nogueras, Arantxa Calvera, etc.
Entre d'altres, ha produït la sèrie documental en anglès Chased and Saved sobre la fugida dels refugiats jueus pel Pirineu català durant la Segona Guerra Mundial i també un innovador programa de comunicació política per TV3 (TVC) anomenat Compolítics que previsiblement hauria de veure la llum el 2017. A més, imparteix consultoria i coachings de comunicació per alts directius de multinacionals com Danone, Agbar (Grupo Suez), Novartis, etc.
És autor de la novel·la "Isadora en el seu laberint" (Kindel i Amazon) i participa com a professor convidat des de 2010 en diferents màsters i postgraus de comunicación i reporterisme de la Universitat Ramón Llull de Barcelona. A més, és col·laborador habitual de diferents iniciatives solidàries com ara la www.aecc.es, l'Associació Esclat, la Fundació Pasqual Maragall contra l'Alzheimer o l'Associació Animalista Libera. Com a emprenedor ha creat i consolidat diferents empreses en diversos sectors, sobretot en el món de la comunicació i la consultoria, però també en el món de l'esport i de la restauració (Club Patí Vela Barcelona, Restaurant Red Fish), etc.